# Львовская математическая школа
Льво́вская математи́ческая шко́ла — название группы математиков, работавших во Львовском университете. С 1929 года издавали журнал Studia Mathematica.
Многие из этих учёных, особенно еврейской национальности, бежали из города в 1941 году, когда стало понятно, что немецкая оккупация распространится и на Львов. Те немногие, кто пережили Вторую мировую войну, продолжили свою работу во Вроцлаве. Антоний Ломницкий, один из основателей львовской математической школы, был казнён немцами летом 1941 года во время Львовского расстрела польской интеллигенции.
Львовскую математическую школу называют также «шотландской» по имени «Шотландского кафе» во Львове, где проходили их собрания.

## Известные участники
- Герман Ауэрбах
- Стефан Банах
- Марк Кац
- Антоний Ломиницкий — один из основателей львовской математической школы
- Станислав Мазур
- Владислав Орлич
- Станислав Рузевич
- Станислав Сакс
- Влодзимеж Стожек
- Станислав Улам
- Леон Хвистек
- Юлиуш Шаудер
- Гуго Штейнгауз
- Вацлав Серпинский